# Saint-Denis (Réunion)
Saint-Denis je prefektura (správní město) francouzského zámořského departementu a regionu Réunion v Indickém oceánu. Nachází se v nejsevernějším bodě ostrova, v blízkosti ústí řeky Rivière Saint-Denis.
Saint-Denis je nejlidnatější obec ve francouzských zámořských departementech a devatenáctá nejlidnatější v celé Francii. Při sčítání lidu v roce 2020 žilo v metropolitní oblasti Saint-Denis 315 080 obyvatel, z nichž 153 001 žilo v centrálním městě Saint-Denis a zbytek v sousedních obcích La Possession, Sainte-Marie, Sainte-Suzanne, Saint-André a Bras-Panon.

## Historie

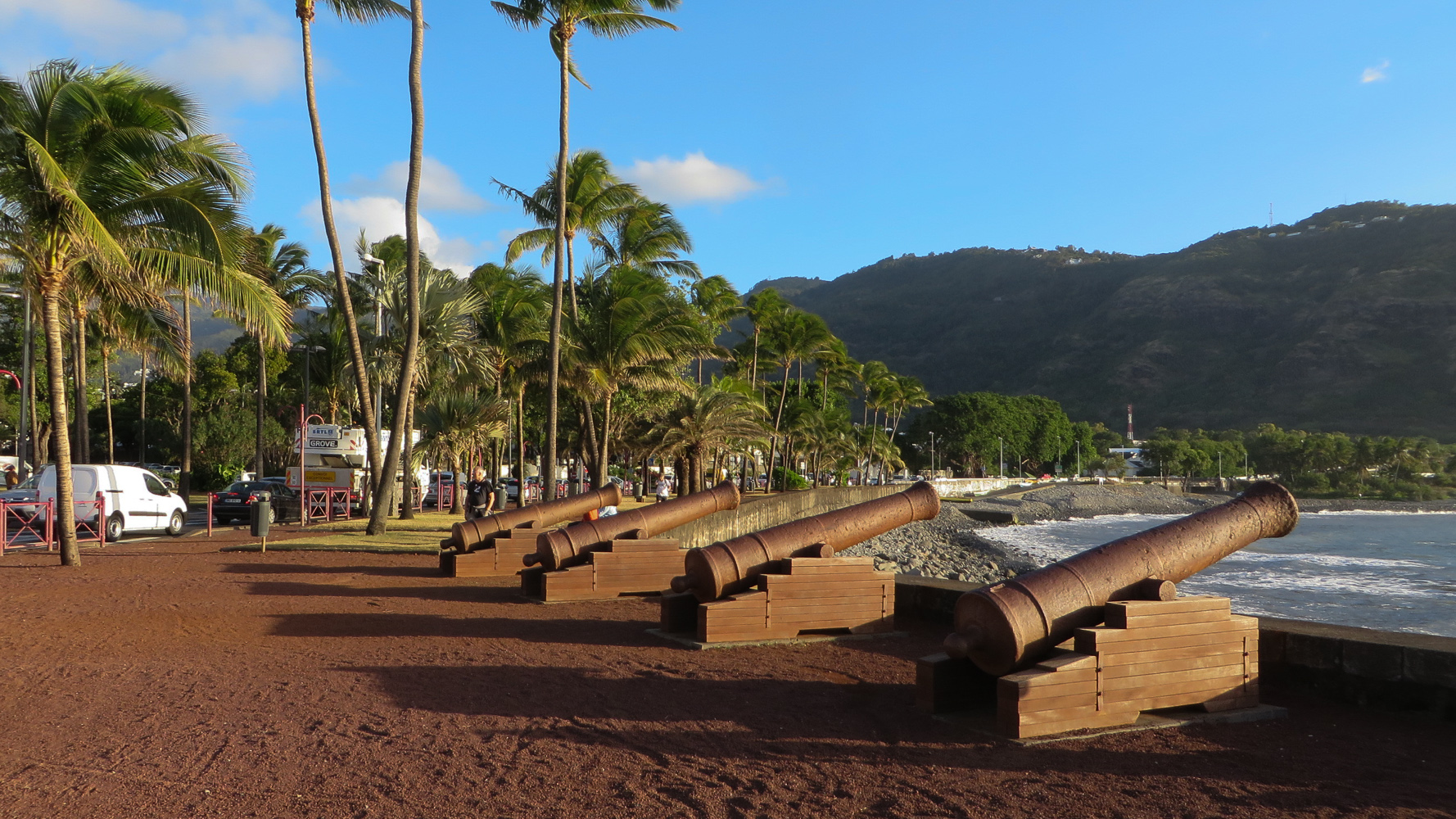
Historická děla na pobřeží poblíž Saint-Denis

Název města pochází z nákladní lodi, která patřila francouzské Východoindické společnosti a dosáhla ostrova v roce 1667. Velitel lodi Etienne Régnault se rozhodl usadit s několika osadníky v Saint-Paul na severozápadním pobřeží. V roce 1669 přišel do Saint-Denis, jehož zátoka se zdála nabízet lepší obranu. Teprve guvernér ostrova François Mahé de Labourdonnais nabyl na významu města.
26. dubna 1720 francouzští piráti John Taylor a La Buse zajali portugalskou loď Nossa Senhora do Cabo e São Pedro v zátoce Saint-Denis, která byla zakotvena kvůli opravám.
V roce 1738 se Saint-Denis stalo hlavním městem Réunionu a nahradilo Saint-Paul. Výstavba prvních čtvrtí začala v roce 1742 podle plánů inženýra Pierra Guyomara. Šachovnicový půdorys připomínající šachovnici, který je dodnes rozpoznatelný, je však z velké části založen na návrhu Chevaliera Gustava Bankse z roku 1777.

## Partnerská města
- Mety (Francie)
- Nice (Francie)